# Les Grandes-Loges
Les Grandes-Loges település Franciaországban, Marne megyében. Lakosainak száma 285 fő (2022. január 1.). Les Grandes-Loges Aigny, Bouy, Juvigny, Livry-Louvercy, Vaudemange, La Veuve és Vraux községekkel határos.

## Népesség
A település népességének változása:
| Lakosok száma | 142  | 170  | 223  | 244  | 277  | 270  | 274  | 275  | 276  | 285  |
|               | 1968 | 1982 | 1990 | 2006 | 2013 | 2015 | 2017 | 2019 | 2020 | 2022 |